# Vergelijkingen voor een vallend voorwerp
Er zijn een aantal vergelijkingen die de manier beschrijven waarop voorwerpen bewegen onder de invloed van  zwaartekracht. Die zwaartekracht wordt beschreven door de gravitatiewet van Newton als F = mg, waarbij m de massa van het lichaam is en g de valversnelling. Dat klopt redelijk zolang voorwerpen een korte afstand vallen en de invloed van de luchtwrijving nog vrijwel nul is, maar gaat afwijken bij grotere afstanden en tijden want dan wordt deze drag belangrijker.

## Geschiedenis
Galileo was de eerste om deze vergelijkingen te demonstreren en vervolgens te formuleren. Hij gebruikte een helling om rollende ballen te bestuderen, en deze helling vertraagde de beweging genoeg om de tijd te kunnen meten die de bal nodig had om een afstand af te leggen. Hij mat de verstreken tijd met een waterklok, met behulp van een "extreem nauwkeurige balans" om de hoeveelheid water te meten.
De vergelijkingen verwaarlozen de luchtweerstand, die al snel een groot effect heeft als voorwerpen door lucht vallen, waardoor ze een eindsnelheid krijgen. Het effect van luchtweerstand varieert enorm en is afhankelijk van de grootte en de vorm van het vallende voorwerp — de vergelijkingen gaan hopeloos de fout in bij een veertje, dat een lage massa heeft maar een grote luchtweerstand heeft. Zonder atmosfeer vallen alle voorwerpen op dezelfde manier, zoals astronaut David Scott heeft aangetoond door op de maan een veer en een hamer te laten vallen.
De formules negeren ook de rotatie van de aarde, bijvoorbeeld door de middelpuntvliedende kracht en het Coriolis-effect die voorwerpen lijken te ondervinden niet mee te rekenen. Desalniettemin zijn ze meestal nauwkeurig genoeg voor compacte voorwerpen die van een niet al te grote hoogte vallen.

## Overzicht

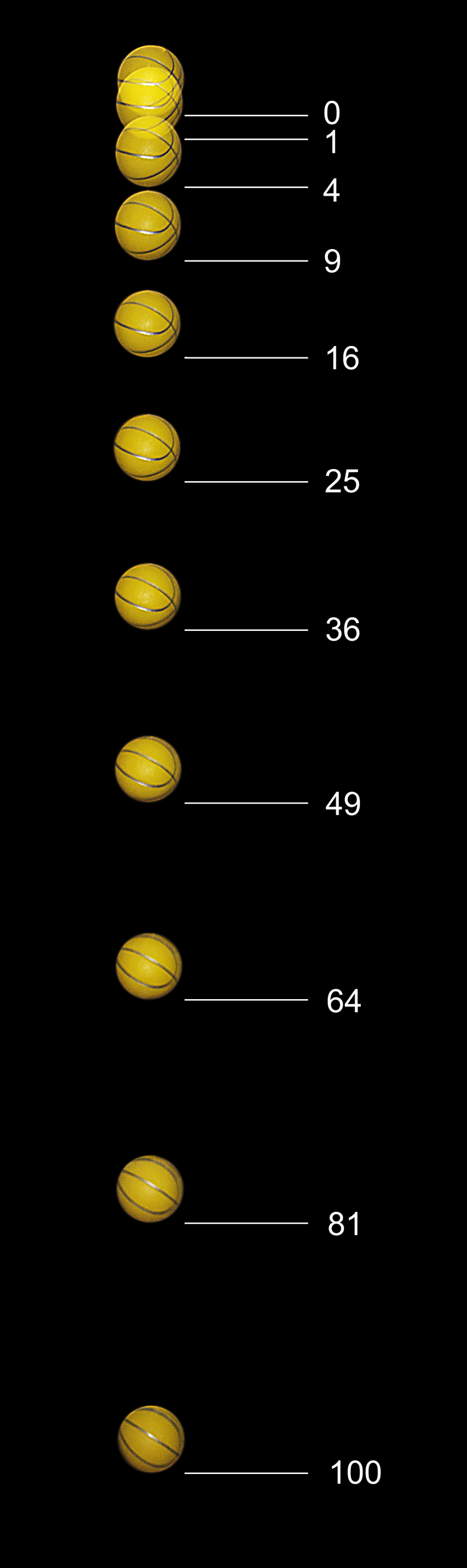
Een voorwerp dat vanuit stilstand losgelaten wordt valt met een afstand die evenredig is met het kwadraat van de verstreken tijd. Deze foto die een halve seconde besloeg, werd gemaakt met een stroboscopische flits met 20 flitsen per seconde. Tijdens de eerste 0,05s valt de bal één eenheid van afstand (ongeveer 12 mm), bij 0,10s is het gedaald met in totaal 4 eenheden, bij 0,15s 9 eenheden, enzovoort.

Dicht bij het oppervlak van de aarde is de zwaartekrachtsversnelling g   =   9.81   m / s 2 (meters per seconde kwadraat, wat kan worden gezien als "meter per seconde per seconde") bij benadering. Voor andere planeten moet een g met de juiste corresponderende waarde gebruikt worden. De eenheden voor g, d, t en v moeten op elkaar zijn afgestemd. Uitgaande van SI-eenheden wordt g gemeten in meters per secondekwadraat, dus d (afstand) moet worden gemeten in meters, t in seconden en v (snelheid) in meter per seconde.
In alle gevallen wordt ervan uitgegaan dat het voorwerp start vanuit stilstand en wordt de luchtweerstand verwaarloosd. Ze zullen dus behoorlijk onnauwkeurig worden na 5 seconden vallen in de normale atmosfeer (de snelheid van het voorwerp zal iets minder zijn dan de vacuümwaarde van 49 m/s  (9,8   m/s2   ×   5   s) vanwege luchtweerstand). Luchtweerstand geeft een weerstandskracht op elk voorwerp dat door iets anders dan een perfect vacuüm valt. Deze weerstand neemt toe met de snelheid totdat hij gelijk is aan de zwaartekracht, waarna het object met een constante eindsnelheid valt.
De luchtweerstand wordt bepaald door de weerstandscoëfficiënt van het voorwerp, de (momentane) snelheid van het object en het frontoppervlak bepalen de eindsnelheid.
Deze formules gaan ervan uit dat g niet verandert en dus constant is tijdens de val. Als de valafstand groot is ten opzichte van de straal van de planeet, kloppen ze dus niet meer. Deze vergelijkingen komen voor in veel basisnatuurkundevragen.

## Vergelijkingen

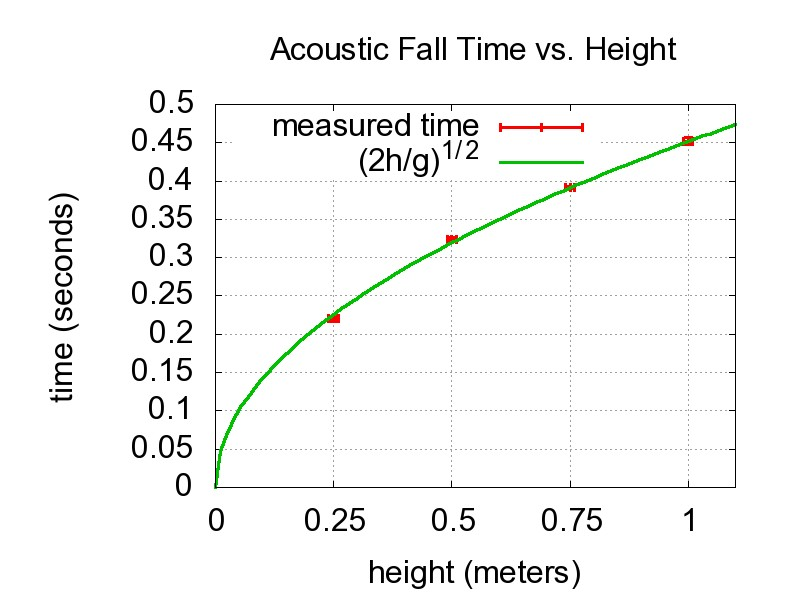
Gemeten valtijd van een kleine stalen bol die van verschillende hoogten valt.

| Afstand {\displaystyle \ d\ } afgelegd door een voorwerp dat {\displaystyle \ t\ }seconden valt:                      | {\displaystyle \ d={\frac {1}{2}}gt^{2}}           |
| Tijd{\displaystyle \ t\ } die het duurt om over afstand {\displaystyle \ d\ }te vallen:                               | {\displaystyle \ t=\ {\sqrt {\frac {2d}{g}}}}      |
| De momentane (actuele) snelheid {\displaystyle \ v_{i}\ } van een voorwerp na verloop van tijd {\displaystyle \ t\ }: | {\displaystyle \ v_{i}=gt}                         |
| Momentane snelheid {\displaystyle \ v_{i}\ } van een voorwerp dat over afstand {\displaystyle \ d\ }gevallen is :     | {\displaystyle \ v_{i}={\sqrt {2gd}}\ }            |
| Gemiddelde snelheid {\displaystyle \ v_{a}\ } van een voorwerp dat {\displaystyle \ t\ } seconden is gevallen:        | {\displaystyle \ v_{a}={\frac {1}{2}}gt}           |
| Gemiddelde snelheid {\displaystyle \ v_{a}\ } van een voorwerp dat afstand {\displaystyle \ d\ }is gevallen:          | {\displaystyle \ v_{a}={\frac {\sqrt {2gd}}{2}}\ } |

## Voorbeelden
De eerste vergelijking laat zien dat na een seconde een voorwerp een afstand van 1/2 × 9.8 × 1 2 = 4,9 meter heeft afgelegd. Na twee seconden is het 1/2 × 9,8 × 2 2 = 19,6 meter gevallen; enzovoorts. De voorlaatste vergelijking wordt op grote afstanden onnauwkeurig. Als een voorwerp 10.000 meter naar de aarde valt, verschillen de resultaten van beide vergelijkingen slechts 0,08%; als het echter uit een geosynchrone baan zou vallen, wat 42.164 km is, verandert het verschil in bijna 64%.
Op basis van bijvoorbeeld de windweerstand is de eindsnelheid van een skydiver in vrije valstand ongeveer 195 km / u (54 m / s). Deze snelheid is de asymptotische eindwaarde van het versnellingsproces, omdat de effectieve krachten op het lichaam elkaar steeds meer in evenwicht brengen. In dit voorbeeld wordt 50% van de eindsnelheid bereikt na slechts ongeveer 3 seconden, terwijl het 8 seconden duurt om 90% te bereiken, 15 seconden om 99% te bereiken enzovoorts.
Hogere snelheden kunnen worden bereikt als de skydiver zijn of haar armen in trekt en met het hoofd naar beneden valt (zie ook freeflying ). In dit geval neemt de eindsnelheid toe tot ongeveer 320 km / h ( 90 m / s), wat ook bijna de eindsnelheid is van een slechtvalk die op zijn prooi duikt. Deze eindsnelheid wordt ook bereikt door een typische .30-06-kogel die valt − nadat deze omhoog is geschoten of uit een toren is gevallen − volgens een 1920 US Army Ordnance-onderzoek.
Competitiesparachutespringen vallen in de head-down positie en bereiken nog hogere snelheden. Het huidige wereldrecord is 1.357,6 km / h (Mach 1.25) van Felix Baumgartner, die op 14 oktober 2012 vanaf 38,969,4 m boven de aarde sprong. Het record werd bereikt omdat vanwege de grote hoogte weerstand verminderd werd door de lagere dichtheid van de atmosfeer.